# 대한민국 형사소송법 제233조
대한민국 형사소송법 제233조는 고소의 불가분에 대한 형사소송법의 조문이다.

## 조문
제233조(고소의 불가분) 친고죄의 공범 중 그 1인 또는 수인에 대한 고소 또는 그 취소는 다른 공범자에 대하여도 효력이 있다.

第233條(告訴의 不可分) 親告罪의 共犯 中 그 1人 또는 數人에 對한 告訴 또는 그 取消는 다른 共犯者에 對하여도 效力이 있다.

## 판례
- 형사소송법이 반의사불벌죄에 대하여 제233조를 준용하는 규정을 두고 있지 않다는 점을 근거로 처벌을 희망하지 아니하는 의사표시의 경우에는 공범자간에 불가분의 원칙을 적용하지 않는 것으로 해석해야 한다[1]

## 참고 문헌
- 손동권 신이철, 새로운 형사소송법(초판, 2013), 세창, 2013. ISBN 9788984114081

## 같이 보기
- 친고죄